# 江瀾
江瀾（1446年—1508年），字文淵，號東川，浙江杭州府仁和縣人，民籍，明朝政治人物。

## 生平
成化七年（1471年）辛卯科浙江鄉試第七十名舉人，八年（1472年）壬辰科會試副榜，十四年（1478年）中式戊戌科會試第四十三名，二甲第八十四名進士。改翰林院庶吉士，除編修，修《憲宗實錄》。修成，陞侍讀，充經筵講官。弘治八年（1495年）任應天鄉試同考官，充東宮講官，與修《大明會典》，進侍讀學士。明武宗即位，以帝師進詹事府少詹事，仍兼侍讀學士。累陞吏部右侍郎，歷左侍郎，進南京禮部尚書。正德四年（1508年）二月卒，贈太子少保，諡文昭。

## 家族
曾祖江玘；祖父江通，封禮科給事中；父江玭，山東布政使司右參政 贈太中大夫資治少尹。母陸氏，封孺人。具慶下。兄江澄，弟江濤、江深、江溥、江洵。
子江曉、江暉、孫江圻、曾孫江鐸均為進士出身。